# Eriastichus ononis
Eriastichus ononis (лат.) — вид мелких хальциноидных наездников из подсемейства Tetrastichinae (Eulophidae). Встречаются в Центральной Америке: Коста-Рика (Puntarenas, San Vito, Las Cruces, 8°46’N, 82°57’W, на высоте 1300 м).

## Описание
Мелкие наездники-эвлофиды, длина 1,5 мм. От близких видов отличается следующими признаками: вентральный выступ скапуса равен 0,3 длины скапуса, антенны с дорсобазальными щетинками на F1 равны 0,9 × длины F1; брюшко с боковыми пучками светлых уплощенных щетинок на Gt6. Голова тёмно-коричневая, скапус желтовато-коричневый, педицель и жгутик бурые. Мезоскутум и мезоскутеллум чёрные с металлическим отблеском, дорселлум бледно-коричневый. Ноги желтовато-коричневые. Брюшко тёмно-коричневое. Тело покрыто многочисленными тонкими короткими волосками. Скуловая борозда изогнута; брюшко с раздутой плевральной мембраной между Gt1-4 и Gs1-4; у обоих полов пучок светлых и уплощенных щетинок сбоку на Gt6. Усики 12-члениковые (булава из 3 члеников). Биология неизвестна. Предположительно, как и другие близкие группы паразитируют на насекомых.

## Таксономия
Вид был впервые описан в 2021 году шведским гименоптерологом Christer Hansson по материалам из Коста-Рики.